# Nessuna scala da salire
Nessuna scala da salire è l'ottavo album in studio del cantautore italiano Bugo, pubblicato il 15 aprile 2016 dalla Carosello. Prodotto dallo stesso Bugo e dal produttore Matteo Cantaluppi, l'album è stato registrato nel 2015 a Milano presso il Mono Studio.
Inizialmente reso disponibile nel solo formato vinile per il Record Store Day, l'album è stato ripubblicato una settimana più tardi anche nei formati CD e download digitale. Il vinile di "Nessuna scala da salire" esordisce al primo posto della classifica ufficiale Fimi alla prima settimana dalla sua uscita.

## Registrazione e produzione
Le canzoni sono state scritte e composte da Bugo durante gli ultimi mesi della sua permanenza in India. Bugo ha dichiarato a Panorama: "Ho vissuto transitoriamente a New Delhi dal 2010 al 2014, e tutte le canzoni sono state scritte quando vivevo ancora là, in quella terra lontana. Le ho scritte nel periodo finale del mio soggiorno indiano, da gennaio a giugno del 2014, poi a fine estate sono tornato definitivamente in Italia.". Come dichiarato più avanti durante una intervista con Red Ronnie, le canzoni di Bugo nascono tutte con la chitarra acustica, poi solo successivamente si decide come produrle e arrangiarle. Tornato definitivamente in Italia nell'estate del 2014, firma un contratto discografico con Carosello Records, contatta il produttore Matteo Cantaluppi e comincia a lavorare in studio alle nuove canzoni. La prima canzone prodotta è "Cosa ne pensi Sergio", che uscirà come singolo nel maggio del 2015. 
Intenzionato a non pubblicare subito l'album intero, nell'autunno del 2015 Bugo registra e pubblica un nuovo singolo "Vado ma non so", che farà da apripista ad un EP intitolato "Arrivano i nostri", contenente 6 canzoni. Alla domanda "L'album invece quando esce?" fatta dalla rivista Rolling Stone, Bugo risponde: "Non lo so ancora. Non ci sto pensando troppo. Voglio concentrarmi sull’EP e sul tour ora. Come ti dicevo prima, non ho l’ansia del tempo."
Il completamento dell'album arriva nei primi mesi del 2016, quando Bugo si ritira in studio per registrare le ultime canzoni che andranno a chiudere il disco. L'attesa del nuovo album termina nell'aprile del 2016, con il lancio del nuovo singolo "Me la godo" e del disco intero "Nessuna scala da salire".

## Promozione
Il video del singolo di lancio "Me la godo" esce il 1 aprile del 2016. L'album esce il 15 aprile dapprima in vinile, e la settimana successiva, il 22 aprile, anche nel formato CD e digitale. La scelta di uscire inizialmente solo in vinile è vincente, tanto che il disco fa il suo esordio al primo posto della classifica ufficiale Fimi, ma sparendo dalla classifica già dalla settimana successiva. Nella classifica dei CD il lavoro è presente solo per due settimane, in posizioni poco rilevanti. L'anno precedente, nel 2015, erano usciti altre due singoli con rispettivi video: "Cosa ne pensi Sergio" e "Vado ma non so", brani contenuti nell'album. Nel dicembre del 2016 viene pubblicato un nuovo singolo "Nei tuoi sogni".
Il tour promozionale del disco parte con due concerti di presentazione, il 19 aprile a Milano, e il 27 aprile a Roma. Segue il concertone a Roma del Primo Maggio e un tour estivo in tutta Italia. Ci sarà anche una tappa all'estero a Budapest, al prestigioso Sziget Festival.

## Titolo
Il titolo di "Nessuna scala da salire" arriva da un verso della canzone "Deserto". Così Bugo a Rtl: ""Il titolo del disco è un verso della canzone 'Deserto', contenuta nel disco. Mi piace cercare il titolo dei miei dischi all'interno delle canzoni. “Nessuna scala da salire” è un modo poetico per dire “senza barriere, senza paura”, ed infatti il messaggio più forte del disco è che ora sono tornato più deciso e chiaro che mai, nella speranza di toccare i cuori della gente con alternanza di canzoni rock e canzoni d’amore"

## Tracce
1. RadioBugo – 3:10
2. Cosa ne pensi Sergio – 2:58
3. Nei tuoi sogni – 3:01
4. Deserto – 4:24
5. Me la godo – 3:14
6. Ehi! (Back to Rock) – 6:43
7. Vado ma non so – 3:33
8. Arrivano i nostri – 4:08
9. Tu sconosciuta – 4:17
10. Tempi acidi – 3:21
11. Sei la donna – 4:25
12. Nascita di un pianeta – 4:57